# Joachim Zehner
Joachim Zehner, auch Joachim Decimator (* 28. April 1566 in Themar; † 29. Mai 1612 in Schleusingen) war Geistlicher und Superintendent in Schleusingen und Begründer der sogenannten Zehnerschen Bibliothek, die sich heute im Naturhistorischen Museum in Schleusingen befindet.

## Leben
Joachim wurde als Sohn des damaligen Rektors in Themar Balthasar Zehner und dessen Frau Ursula geboren.
Nach anfänglichen Privatunterricht durch den Vater und einigen anderen Lehrern, bezog Zehner 1576 die fürstlich hennebergische Landesschule Schleusingen. Am 15. Juni 1581 immatrikulierte er sich an der Universität Wittenberg, wo er sich nach relativ kurzer Studienzeit am 4. September 1583 zum Magister der philosophischen Wissenschaften gekürt wurde. Nach absolvierten theologischen Studien in Wittenberg, erhielt er 1585 die Stelle eines Diakons in Meiningen, wo er noch im selben Jahr zum Archidiakon aufstieg.
1587 übernahm er eine Pfarrerstelle in Mühlfeld. 1589 wechselte er als Pfarrer und Dekan nach Suhl und 1596 ging er als Oberpfarrer und Superintendent nach Schleusingen. Zugleich übernahm er mit letzterem Amt die Inspektion der dortigen Schulen, wurde Gymnasialprofessor der Theologie an der fürstlich hennebergischen Landesschule und versah zudem die Stelle eines Konsistorialassessors in Suhl weiter. 1608 wurde er durch den sächsischen Kurfürsten Christian II. zum Generalsuperintendenten der fürstlichen Grafschaft Henneberg ernannt.
Zehner legte eine wichtige Sammlung von Drucken und Handschriften an, basierend auf einer Stiftung des letzten Henneberger Grafen Georg Ernst (1511–1583) an das von diesem im Jahre 1577 gegründete Gymnasium.  Die Sammlung wurde von Zehners Sohn, dem Superintendenten Samuel Zehner (1594–1635), der von 1632 bis 1635 auch Rektor des Gymnasiums war, und von späteren Rektoren und Ephoren fortgeführt und erweitert.  Die Sammlung, als Zehnersche Bibliothek bekannt, wurde 1658 von der Gymnasialbibliothek Schleusingen käuflich erworben.
Diese wuchs im Laufe der Jahrhunderte auf etwa 5000 Bände an.  Sie wurde 1958 dem Heimatmuseum Schleusingen übergeben und befindet sich heute in der Bibliothek des Naturhistorischen Museums im Schloss Bertholdsburg in Schleusingen.  Die Hennebergische Gymnasialbibliothek, deren Teil die Zehnersche Bibliothek heute ist, gehört zu den seltenen relativ vollständig erhaltenen Schulbibliotheken des 16./17. Jahrhunderts.  Zu ihren wertvollsten Teilen gehören 199 Inkunabeln, 24 Handschriften und ein Brief Luthers.

## Familie
Zehner hatte sich 12. Mai 1585 mit Brigitta Schaller († 18. Dezember 1621 in Schleusingen), die Tochter des Superintendenten in Meiningen Thomas Schaller (* 20. März 1534 in Rotdorf bei Blankenhain; † 12. Dezember 1611 in Meiningen) verheiratet. Aus der Ehe gingen drei Söhne und fünf Töchter hervor. Von den Kindern kennt man:
1. So. Johannes Zehner (* Meiningen; † 1635), Som.-Sem. 1607 Uni. Jena, Uni. Basel, Mag. phil & Dr. med., Arzt in Meiningen, ⚭ 13. November 1613 mit Ursula Hanwacker, To. d. Präfekten in Wasungen Johann Hanwacker
2. To. Margaretha Zehner (* 14. November 1590 in Suhl; † 05. Juli 1634 ebd.) ⚭ 14. November 1611 in Schleusingen mit Sebastian Abesser
3. So. Samuel Zehner (* 04. Mai 1594 in Suhl; † 27. April 1635 in Schleusingen) Gym. Schleusingen, Uni. Leipzig, Uni. Wittenberg, Uni. Jena, Uni. Marburg, Uni. Gießen, 11. Juni 1619 Diak. Meiningen, 1624 Adiak ebd., 1632 Pfr. u. Sup. Schleusingen, 1634 Dr. theol. Uni. Erfurt, (kinderlos)
4. So. Salomo Zehner, (* Schleusingen) Som.-Sem. 1612 Uni. Jena, Pfleger in Sprinzenstein (Sarleinsbach, Oberösterreich)
5. To. Catharina Zehner ⚭ Johann Georg Götz (* 1590; † 31. Juni 1663 in Meiningen), Stadtschultheiß Meiningen
6. To. Maria Zehner (* 21. November 1605 in Schleusingen; † 21. November 1679 in Ober-Maßfeld) ⚭ 16. Juni 1630 in Meiningen mit Christoph Cellarius (* 20. November ~ 21. November 1599 in Lauingen; † 25. Dezember 1641 in Schmalkalden)[6]
7. To. Ursula Zehner (* 30. September 1588 in Mühlfeld; † 10. August 1603 in Schleusingen)
8. To. Maria Zehner (19. März 1600 in Schleusingen, † 25. August 1603 in Schleusingen)

## Werke (Auswahl)
- Oratio de vita Iobi, potentissimi olim Idumaeorum regis. Michael Schmück, Schmalkalden, 1593 (Digitalisat)
- Christliche Predigt Von Bergwercken, deren anfänglichem ursprung, warem gebrauch unnd mißbrauch : Darinnen alles, was in heiliger göttlicher Schrifft hievon zu finden kürtzlich zusammen gezogen worden. Michael Schmuck, Schmalkalden, 1593 (Digitalisat)

- Von wolgearteter frommer Kinder, und anderer junger Leute früezeitigem Absterben. Christliche Trostpredigt. Welche bey Leychbestattung weiland des Gottsfürchtigen und wolgezogenen Schuelknnabens, Johannis Boners, Des Ehrnvesten und Achtbarn Herrn Caspar Boners, Churfürstlichen in Vormundschafft und Fürstlichen Sächsischen in die Fürstl. Graffschafft Henneberg verordneten Rentmeisters zu Schleusingen, geliebten Sohn. Michael Schmuck, Schmalkalden, 1596 (Digitalisat)[7]
- Leychpredigt, welche vber weiland des Ehrenvhesten und Achtbarn, Herrn Valentin Boxbergers, Churfürstlichen ... Sächsischen Amptmanns und Landrichters zu Schleusingen etc. Christlichem Begrebniß Anno 1596, den 16. Martii aus d. 27. Cap. d. 4. Buchs Mose gehalten worden. Michael Schmück, Schmalkalden, 1596 (Digitalisat)[8]

- Adagia Sacra Sive Proverbia Scripturae : Ex universo Bibliorum codice in 5 centurias congesta, & in illustri gymnasio Schleusingensi publice explicata. Thomas Schürer, Leipzig, 1601 (Digitalisat)

- Christliche LeichPredigt, Uber dem Begrebniß Der Erbarn unnd Tugendtsamen, Frawen Catharinen Gütlin, Herrn Johann Gütleins, Rhatsverwandten zu Schleusingen, ehelicher HaußFrawen. Michael Schmück, Schmalkalden, 1602 (Digitalisat)[9]
- Divorum Patrum, Et Doctorum Ecclesiae, Qui oratione ligata scripserunt, Paraphrases Et Meditationes In Evangelia Dominicalia : E diversis ipsorum scriptis collectae. Schurer, Leipzig, 1602 (Digitalisat)
- Einweyhung der Newerbawten Kirchen auff dem GottesAcker zu Schleusingen, Welche bey Leichbestattung weiland der ... Frawen Anastasiae Wernerin, Des Erbarn und wolweisen, Herrn Carlen Werners, vornehmen Bürgers und Eltesten Rhatsverwandten zu Schleusingen, ehelicher Hausfrawen. Michael Schmück, Schmalkalden, 1602, (Digitalisat)[10]
- Davids güldener RosenSpan : Bey angestellter allgemeiner LandTrawer, uber weiland des Durchleuchtigsten ... Herrn Friederich Wilhelms, Hertzogen zu Sachsen/ ... hochbetrüblichem tödlichem abgang. Michael Schmück, Schmalkalden, 1602 (Digitalisat)
- Bericht Von den jungen Kindlein/ welche entweder in Mutterleib/ oder zum wenigsten in weerender Geburt absterben/ und demnach die heilige Tauffe nicht erlangen können. : Aus heiliger Göttlicher Schrifft/ und den bewertesten KirchenLehrern verfasset/ und der Gemeinde Gottes zu Schleusingen/ Bey Leichbestattung des Erbarn und VorAchtbarn/ Herrn Caspar Bronners/ StadtRichters/ etc. doselbsten/ geliebten Töchterleins/ auff dem Christlichen GottesAcker allda vorgetragen. Michael Schmück,  Schmalkalden, 1602 (Digitalisat)[11]
- Weissagung von Rahels unablessigen Threnen/ Jeremiae am 31. Capittel. : Bey Wolffgang Sorgers/ des Erbarn und wolgelarten Herrn M. Jacobi Sorgers/ der Fürstlichen Hennebergischen Landschulen zu Schleusingen Conrectoris, erstgebornes und einiges Söhnleins. Michael Schmück, Smalkalden, 1602, (Digitalisat)[12]

- Similitudines biblicae, quae adagiorum vicem obtinent : E scriptis tam Propheticis, quam Apostolicis collectae, & pro lectione publica in illustri Gymnasio Schleusingensis explicatae. Thomas Schürer, Leipzig, 1603 (Digitalisat)
- Christliche Leich-Predigt/ Bey des Edlen/ Gestrengen unnd Vhesten/ Hansen Endressen von Heßburgk/ zu Eyßhausen unnd Reuritt/ Fürstlichen Bambergischen Rhats/ Rittmeisters und Amptmanns zum Schmachten und Ebersberg/ [et]c angestelltem Begrebnis. Michael Schmück, Schmalkalden, 1603 (Digitalisat)[13]
- Euphrasia Ezechielis : Historien von Ezechielis AugenTrost/ aus dem 24. Capittel seiner Weissagung ; An stadt eines LeychTextes/ uber dem ... Begrebniß/ der Erbarn ... Frawen/ Marien/ Des ... Herrn M. Wolffgang Breyen/ Pfarrherrn ... zu KaltenNortheim/ geliebter Haußfrawen. Michael Schmück, Schmalkalden, 1603 (Digitalisat)[14]

- Luctus Nuptialis. Die Evangelische Gleichniß/ von den leydtragenden HochzeitGästen/ Matthaei am 9. Nach weiland des ... Herrn Johannsen/ des jüngern/ Hertzogen zu Sachsen ... früezeitigem tödtlichem abgang. Michael Schmück, Schmalkalden, 1604 (Digitalisat)
- Divi Alcimiaviti, Archiepiscopi Viennensis, Opuscula. Thomas Schürer, Leipzig, 1604 (Digitalisat)
- Similitudines Biblicae, Quae Adagiorum Vicem Obtinent: E scriptis tam Propheticis, quam Apostolicis collectae, & pro lectione publica in illustri Gymnasio Schleusingensi explicatae. Schürer & Lantzenberger, Leipzig, 1604 (Digitalisat)

- Davidis Epitaphium. Davids/ des vornemen Fürsten und Königs in Israel/ denckwirdige Grabschrifft/ Actor. am 13. Bey allgemeiner Uber weiland des ... Herrn Johannsen/ Hertzogen zu Sachsen ... hochbetrüblichem tödlichem abgang. Michael Schmück, Schmalkalden, 1605 (Digitalisat)

- Salomonis Cerva Carissima, Et Hinulus Gratissimus: Bey ... Johann Abessers/ Wildmeisters zu Wasungen/ mit ... Ursula Boxbergerin/ weiland des ... Herrn Johann Boxbergers/ Fürstlichen Wirtzbürgischen AmptsVogts zu Sültzfeld und Wildbergk/ hinderlassener Tochter/ In der PfarrhKirchen zu Schleusingen angestellter Christlicher Copulation/ Anno 1608. den 20. Ianuarii, am Tage Sebastiani gehalten. Sebastian Schmuck, Schleusingen, 1608 (Digitalisat)[15]

- De studiis recte formandis epistola graeca. Sebastian Schmuck, Schleusingen, 1609 (Digitalisat)
- Compendium Theologiae: Quanta Maxima fieri potuit brevitate collectum. Sebastian Schmuck, Schleusingen, 1609 (Digitalisat)
- Petra Cordis. : Der tröstliche Häuptspruch des drey und Siebenzigsten Psalms Bey Leychbestattung der Erbarn und Tugentsamen Frauwen/ Gertraud Hoffmännin/ des Erbarn und wolweisen/ Herrn Wendelini Hoffmanns/ Bürgers und Rhatsverwandten zu Schleusingen seligverschiedener Hausfrauwen. Sebastian Schmuck, Schleusingen, 1609 (Digitalisat)[16]

- Fünff Predigten Von Den Hexen/ Ihren anfang/ mittel und end in sich haltend und erklärend: Aus heiliger Göttlicher Schrifft/ und vornembsten alten Kirchenlehrern zusammen getragen/ und vor dessen gehalten in der Pfarrkirchen zu Schleusingen. Thomas Schürer, Leipzig, 1613 (Digitalisat)

- Nomenclator latino-Germanicus. Schleusingen, 1622 (Digitalisat)

- Sententiae Insigniores : In Usum Scholarum, Ex Optimis Quibusque autoribus collectae, & in libellos tres ordine Alphabetico distributae. Schleusingen, 1636 (Digitalisat)